# Roque de Garachico
Roque de Garachico ist eine kleine vulkanische Felseninsel 300 Meter vor der Küste der Stadt Garachico auf Teneriffa. Sie gehört zum Stadtgebiet von Garachico und ist ein Wahrzeichen der Stadt. Die bis zu 77 Meter hohe Insel erhebt sich steil aus dem Meer, mit teilweise nahezu vertikalen Felswänden. Sie erstreckt sich von Nord nach Süd über 284 Meter und ist bis zu 169 Meter breit, bei einer Fläche von fünf Hektar.
Der Fels besteht aus vulkanischen Basaltströmen und wurde aufgrund der Küstenerosion von der Insel Teneriffa getrennt. Die Vegetation ist spärlich, es überwiegen Euphorbien. Seine zerklüfteten Wände sind Brut- und Rückzugsgebiete für bedrohte Seevögel wie Kleiner Sturmtaucher, Bulwersturmvogel und Madeirawellenläufer, sowie verschiedene Zugvögel. Der Fels beheimatet auch den seltenen Kanarengecko.
Roque de Garachico ist seit 1987 als Naturdenkmal (Monumento natural) geschützt.